# Mainie Jellett

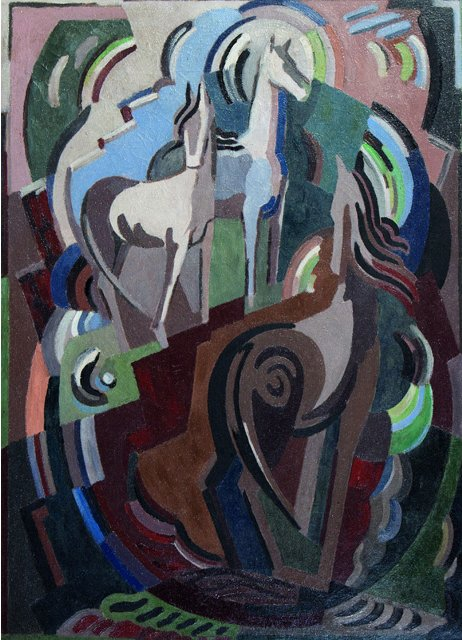
Obra de MInie Jellett. "Achill horses", 1938.

Mary Harriet "Mainie" Jellett (29 d'abril de 1897, Dublín - 16 de febrer de 1944, Dublín) va ser una pintora irlandesa. La seva pintura titulada Decoració (1923) va ser una de les primeres pintures abstractes vistes a Irlanda quan es va exhibir en l'Exposició Grupal de la Societat de Pintors de Dublín en 1923. Jellett va ser una important promotora i defensora de l'art modern a Irlanda i les seves obres poden ser trobades en els principals museus del país, com el Museu Nacional d'Irlanda. El seu treball també va formar part de l'esdeveniment de pintura de la competència d'art dels Jocs Olímpics d'Amsterdam 1928.